# Йеганех, Мохаммад
Мохаммад Йеганех (5 мая 1923, Зенджан, Иран — 18 декабря 1995, Балтимор, Мэриленд, США) — иранский экономист, управляющий Центральным банком Ирана с 1973 по 1975 год.
Йеганех учился в Тегеранском университете с 1942 по 1946 год, получив степень бакалавра права и бакалавра экономики, а затем с 1947 по 1951 год учился в Колумбийском университете, получив степень магистра экономики. Он написал диссертацию на тему «Коммерческая политика и внешняя торговля Ирана». Позже он работал в Организации Объединённых Наций в качестве сотрудника по экономическим вопросам. Именно в Организации Объединённых Наций Йегане работал под руководством Чарльза Иссауи, с которым он в соавторстве написал книгу «Экономика ближневосточной нефти» в 1962 году.
Он занимал различные должности, включая заместителя министра экономики Ирана по развитию промышленности и торговли (1964–69), министра развития и жилищного строительства Ирана (1969–70), председателя правления Ипотечного банка Ирана (1969–70), старший экономический советник премьер-министра Ирана (1970–71), заместитель исполнительного директора Всемирного банка (1971–1972), исполнительный директор МВФ (1972–73), управляющий Центрального банка Ирана (1973–1973 гг.). 76), государственный министр Ирана, занимающийся международными экономическими отношениями в отношении ОПЕК, Парижской конференции по международному экономическому сотрудничеству, CIEC (1976–77), государственный министр, отвечающий за Организацию планирования и бюджета Ирана (1977), председатель совет директоров Фонда международного развития ОПЕК и председатель рабочего комитета, учредившего Фонд ОПЕК (1976–1979), министр финансов Ирана (1977–78), заместитель исполнительного директора МВФ (1978–1980), помощник профессор экономики Колумбийского университета (1980–1988 гг.). 5).
Во время Исламской революции в ноябре 1978 года эмигрировал в США. С 1980 по 1985 год работал профессором экономики Колумбийского университета.
Йеганех умер 18 декабря 1995 года в Балтиморе.

## Книги
- Экономика ближневосточной нефти (1962)